# La missa de Bolsena
La missa de Bolsena és un quadre de l'artista renaixentista italià Rafael. Va ser pintada entre 1512 i 1514 com a part de l'encàrrec a Rafael per decorar amb frescos les habitacions que actualment es coneixen com a Sales de Rafael, al Palau Apostòlic del Vaticà. Es troba a la Stanza di Eliodoro, que rep el nom de L'expulsió d'Heliodorus del temple .
Representa un miracle eucarístic que hauria tingut lloc el 1263 a l'església de Santa Cristina de Bolsena. Un sacerdot de Bohèmia que dubtava de la doctrina de la transsubstanciació celebrava missa a Bolsena, quan el pa de l'eucaristia va començar a sagnar. La sang que brotava va caure sobre el corporal de Bolsena en forma de creu i es va tornar a convertir. L'any següent, el 1264, el papa Urbà IV va instituir la Festa del Corpus Christi per celebrar aquest miraculós esdeveniment. El cos tenyit de sang de Bolsena es venera com a relíquia a la catedral d'Orvieto.
En aquest quadre hi ha un autoretrat de l'artista Raphael, com un membre de la Guàrdia suïssa a la part inferior dreta del fresc. Aquest és un dels diversos casos en què Rafael es va pintar. També hi ha pintat el papa Juli II (1443 – 1513), agenollat a la dreta, i la seva filla Felice della Rovere, mostrada a l'esquerra al fons dels esglaons, de perfil, amb roba fosca. Els quatre cardenals a la dreta també han estat identificats com a Leonardo Grosso della Rovere, Raffaello Riario, Tommaso Riario i Agostino Spinola, parents de Julius.